# 深海攔截大海怪2
《深海攔截大海怪2》是一部2003年的美國科幻恐怖電影，在Syfy頻道上以電視電影形式首映。它的情節涉及一個未知的水下物體，該物體使美國核動力潛艇癱瘓並攻擊水下的北極研究中心。電影中的怪物是巨型智能電鰻。

## 外部連結
- Deep Shock official site (Sci Fi Channel. Archived from the original on June 7, 2004
- . Sci Fi Wire (Sci Fi Channel). August 8, 2003. （原始内容存档于October 9, 2003）.
- 互联网电影数据库（IMDb）上《深海攔截大海怪2》的资料（英文）
- AllMovie上《深海攔截大海怪2》的资料（英文）
- Deep Shock （页面存档备份，存于） film trailer at YouTube